# Aeroporto di Horta
L'aeroporto di Horta (Aeroporto da Horta in portoghese) è un aeroporto portoghese situato nella freguesia di Castelo Branco, a 9,5 km ad ovest di Horta, principale centro dell'isola di Faial, nell'arcipelago delle Azzorre.

## Storia
L'aeroporto fu inaugurato il 24 agosto 1971 dal presidente portoghese Américo Tomás. Il 5 giugno 1985 furono attivati i voli diretti tra Lisbona e Horta. Nell'agosto 2001 sono stati terminati una serie di lavori che hanno consentito allo scalo di essere classificato come "internazionale".